# 4951 Iwamoto
4951 Iwamoto è un asteroide della fascia principale. Scoperto nel 1990, presenta un'orbita caratterizzata da un semiasse maggiore pari a 2,2565565 UA e da un'eccentricità di 0,1670162, inclinata di 7,52985° rispetto all'eclittica. L'asteroide è dedicato all'astronomo giapponese Masayuki Iwamoto.